# Miriquidica leucophaea
Miriquidica leucophaea är en lavart som först beskrevs av Heinrich Gustav Flörke och Gottlob Ludwig Rabenhorst, och fick sitt nu gällande namn av Hannes Hertel och Rambold. Miriquidica leucophaea ingår i släktet Miriquidica, och familjen Lecanoraceae. Arten är reproducerande i Sverige.